# Herbert Trantow
Herbert Karl Otto Trantow (* 19. September 1903 in Dresden; † 8. Januar 1993 in Berlin) war ein deutscher Komponist und Dirigent.

## Leben
Herbert Trantow erlernte das Klavierspiel bei Paul Aron in Dresden, das Dirigieren bei Kurt Striegler an der Staatsoper in Dresden und das Komponieren bei Max Butting in Berlin. 1924 bis 1931 begleitete er auf seinem Piano die Tänzerin Palucca. Anschließend erhielt er verschiedene Theaterengagements und war Musikschriftleiter der politischen Zeitschrift Sozialistische Monatshefte. 1931 wurde er Kapellmeister in Dresden, 1932/1933 Korrepetitor beim Ballett am Städtischen Opernhaus und ab 1935 an der Staatsoper in Berlin.
In dieser Eigenschaft arbeitete Trantow bis zum Kriegsende 1945 und komponierte unter anderem die Opern Odysseus bei Circe (uraufgeführt 1938 in Braunschweig, später verboten) und Antje (uraufgeführt 1941 in Chemnitz). Als freier Komponist schrieb er auch die Opern Liane und die Räuber sowie (nach Grétry) Ein Risiko geht jeder ein. In der Nachkriegszeit war er 1946 bis 1947 Dramaturg an der Staatsoper Dresden, kam zur DEFA und schrieb die Filmmusik zu einigen ihrer Produktionen, darunter Das kalte Herz. Zu seinen Werken gehörten auch das in Dresden uraufgeführte Musicalette Lolotte, Orchesterwerke und Kammermusik (etwa ein Duo für Bratsche und Klavier und eine Sonatine für Klavier). Auch Chormusik wie die Hölderlin-Madrigale und Bühnenmusik gehörte zu seinem Repertoire. Ab 1950 arbeitete er jedoch nur noch für bundesdeutsche Filmfirmen. Ferner war er langjährig Aufsichtsrats- und Ausschuss-Mitglied der GEMA. Herbert Trantow war ab 1934 verheiratet mit der Leiterin eines Studios für tänzerisch-musikalische Gymnastik Edith Trantow, geborene Kirchhoff, lebte in Berlin und ist der Vater der Schauspielerin Cordula Trantow und des Soloflötisten Steffen Trantow sowie der Großvater des Musikers Cornelius Trantow.

## Filmografie
- 1944: Der Mann, dem man den Namen stahl
- 1947: Wozzeck
- 1948: Die seltsamen Abenteuer des Herrn Fridolin B.
- 1948: Affaire Blum
- 1949: Das Mädchen Christine
- 1949: Mädchen hinter Gittern
- 1950: Fünf unter Verdacht
- 1950: Semmelweis – Retter der Mütter
- 1950: Die Treppe
- 1950: Das kalte Herz
- 1950: Pikanterie
- 1951: Sündige Grenze
- 1951: Warum? (Kurzdokumentarfilm)
- 1951: Sport der Millionen (Dokumentar)
- 1952: Großstadtgeheimnis
- 1952: Schatten über den Inseln
- 1952: Tausend rote Rosen blühn
- 1952: Türme des Schweigens
- 1952: Die Spur führt nach Berlin
- 1953: Komm zurück
- 1953: Pünktchen und Anton
- 1954: Schützenliesel
- 1954: Roman eines Frauenarztes
- 1954: Clivia (nur musikal. Ltg.)
- 1954: Auf der Reeperbahn nachts um halb eins
- 1955: Die heilige Lüge
- 1955: Liebe ohne Illusion
- 1955: Der 20. Juli
- 1955: Ich war ein häßliches Mädchen
- 1955: Die Försterbuben
- 1956: Anastasia, die letzte Zarentochter
- 1956: Uns gefällt die Welt
- 1957: Wie ein Sturmwind
- 1957: … und die Liebe lacht dazu
- 1958: Majestät auf Abwegen
- 1959: Morgen wirst du um mich weinen
- 1960: Himmel, Amor und Zwirn
- 1960: Ich fand Julia Harrington (TV)
- 1960: Bis dass das Geld Euch scheidet…
- 1961: Die große Reise (TV)
- 1961: Verdammt die jungen Sünder nicht (Morgen beginnt das Leben)
- 1961: Riviera-Story
- 1962: Gabriel Schillings Flucht (TV)
- 1962: Das Vergnügen, anständig zu sein (TV)
- 1962–1965: Jedermannstraße 11 (Fernsehserie, alle 26 Folge)
- 1963: Die Laokoon-Gruppe (TV)
- 1963: Eine leichte Person (TV)
- 1964: Akte Wiltau (TV)
- 1964: Lana – Königin der Amazonen
- 1966: Irrungen – Wirrungen (TV)
- 1966: Woyzeck (TV)
- 1968: Das Schloß

## Hörspielmusik
- 1949: George Bernard Shaw: Die heilige Johanna – Regie: Alfred Braun (Hörspiel – Berliner Rundfunk)